# Lewinia pectoralis
Lewinia pectoralis là một loài chim trong họ Rallidae.